# Шолья (село)
Шо́лья (рос. Шолья, удм. Шолья) — село у складі Камбарського району Удмуртії, Росія.

## Географія
Село розташоване на рівнині на лівому березі річки Кама, в гирлі її притоки Шольї. З усіх сторін село оточене тайгою. В околицях села розташована пам'ятка природи «Шольїнський».

## Історія
За легендою, місце розташування села було знайдене мисливцем. Коли він повернувся з полювання додому, то розповів своїм про красиве місце — «шёл я, шёл я и увидел прекрасное место на берегу реки». Він вирішив збудувати там свій будинок, навколо якого оселились інші люди.
В часи Другої Світової війни в лісі, біля селища Шолья, розташовувалась 98-ма стрілецька дивізія. На місці її перебування збереглись землянки того часу. У листопаді-грудні 1941 року шляхом переформування 367-го артилерійського полку протитанкової оборони тут було сформовано 367-й гарматно-артилерійський полк.
2004 року селище отримало статус села.

## Населення
Населення — 1114 осіб (2010; 1421 у 2002).
Національний склад:
- росіяни — 53 %
- татари — 33 %

## Господарство
В кінці XX століття в селі знаходився ліспромгосп, який виготовляв паркет, пиломатеріали, мочалу та сувеніри. Продукція підприємства була досить відома в Росії. На сьогодні воно закрите, а населення працює на підприємствах міста Камбарка.
Через село проходять автомобільна дорога Камбарка-Єршовка та залізниця Москва-Єкатеринбург. За 5 км на південь, в селі Кама, знадиться поромна переправа.
Серед релігійних організацій діє мечеть Джаннат, збудована 2000 року, ведуться роботи з будівництва Свято-Троїцької церкви.
В селі працюють ПТУ, середня школа, дитячий садок, лікарня, сільський клуб, та бібліотека. При клубі створено хор та марійський ансамбль «Ший памаш».
У 2007 році в селі та околицях проходили зйомки художнього фільму «Пригоди Мишка Каверзіна».